# Fabiano Parisi
Fabiano Parisi, né le 9 novembre 2000 à Solofra (Italie), est un footballeur italien qui évolue au poste d'arrière gauche à l'ACF Fiorentina.

## Biographie
Fabiano Parisi est né à Solofra dans la province d'Avellino, en Campanie,.

### Carrière en club

#### Formation
Parisi a commencé à jouer au football au Pro Irpinia Club, basé à Serino, ville où il a passé son enfance. Il est ensuite repéré par le club romain de Vigor Perconti, avec lequel Parisi joue lors de la saison 2016-17 où il remporte un titre régional et fait bonne figure au niveau national avec les équipes de jeunes.

#### Transfert à Benevento et prêt à Avelino
À l'automne 2017, Il rejoint le Benevento, qui évolue alors en Serie A, repéré par Simone Puleo (it), ancien capitaine de l'US Avellino. Avec le club de Bénévent, il accumule dans un premier temps les présences en primavera, avant d'être prêté à l'Avellino pour la saison 2018-2019 de Serie D. Avec le club de sa province natale, qui avait été relégué administrativement en quatrième division, il fait partie des joueurs les plus en vue lors d'une campagne victorieuse qui les ramène tout de suite au niveau supérieur,.

#### Affirmation en Serie C
De retour ainsi dans le football professionnel, l'US Avellino fait signer Parisi de manière définitive, qui s'impose alors comme un des meilleurs élément de son club lors de la Serie C 2019-2020,.
Faisant déjà figure de leader de son équipe, à seulement 19 ans, son séjour dans ce qu'il estime être son club de cœur se finit néanmoins sur une note amère : les dirigeants du club irpinin refusent de faire signer un contrat professionnel au jeune joueur, qui finit par être transféré à l'Empoli en Serie B,.

#### Confirmation à Empoli
Le 22 septembre 2020, il signe donc un contrat de trois ans avec l'Empoli FC. Il continue sa progression avec le club toscan en 2020-21, s'imposant cette fois en deuxième division italienne, et attirant les regards de plusieurs clubs de Serie A,. Mais c'est d'abord avec le parcours de son équipe qu'il va gagner le droit de découvrir l'élite italienne, Empoli obtenant une promotion directe en Serie A, avec un titre de champion de deuxième division,.

## Style de jeu
Évoluant principalement au poste d'arrière gauche, Parisi est également capable d'avoluer un cran plus haut en tant que milieu gauche. Son agilité, sa bonne technique de dribble et ses propensions offensives le mènent même souvent dans la surface de réparation adverse, étant régulièrement passeur décisif voire buteur,.

## Palmarès

### En club
| Calcio Avellino - Championnat d'Italie D4 - Champion en 2019 (en) |  | Empoli FC - Championnat d'Italie D2 - Champion en 2021 |